# Eugen Huber
Pour les articles homonymes, voir Huber.
Eugen Huber (né le 31 juillet 1849 à Oberstammheim ZH, mort le 23 avril 1923 à Berne BE) est un juriste, historien et philosophe suisse, auteur du Code civil suisse.

## Biographie
Fils de médecin, Eugen Huber étudie le droit à l'Université de Zurich, obtenant un doctorat en 1872.
En 1873, il exerce la fonction de rédacteur auxiliaire à la Neue Zürcher Zeitung puis, en 1876, de rédacteur en chef du même quotidien. En 1877, à la suite de divergences avec le Parti radical-démocratique, il devient directeur de la police et juge informateur à Trogen (AR).
En 1881, il est nommé professeur de droit public fédéral, de droit civil et d'histoire du droit suisse à l’université de Bâle. De 1882 à 1892, il occupe la chaire de droit commercial et de droit public allemand à l’Université de Halle-Wittenberg, en Allemagne.
À partir de 1884, il mène des travaux de droit comparé sur les législations cantonales en Suisse. En 1892, il revient en Suisse, comme professeur à l’Université de Berne et il est chargé par le Conseil fédéral d’élaborer un avant-projet de Code civil suisse. 
Alors qu’il y avait encore vingt-cinq législations différentes en Suisse, Eugen Huber parvient à produire un corpus de dispositions harmonisant la variété des normes en vigueur tout en laissant une marge d’appréciation aux tribunaux. Ainsi, son article 1 dispose qu'« à défaut d'une disposition légale applicable, le juge prononce selon le droit coutumier et, à défaut d'une coutume, selon les règles qu'il établirait s'il avait à faire acte de législateur ».
En 1894 son projet est critiqué par Emilie Kempin-Spyri pour ce qui relève du nouveau droit matrimonial, jugé peu favorable aux femmes.
Son projet est soumis aux deux chambres en 1907 et il est accepté le 10 décembre de la même année. Il entre en vigueur le 1er janvier 1912.
Eugen Huber était membre de la société d'étudiants Helvétia, il a entre autres eu des contacts très directs avec les Conseillers fédéraux Ernst Brenner, Ernest Chuars, Camille Decoppet, Adolf Deucher, Ludwig Forrer, Eduard Müller et Marc-Emile Ruchet, tous membres de l'Helvétia et en fonction pendant les travaux d'Eugen Huber.
Le Code civil d’Eugen Huber exerça son influence ailleurs qu’en Suisse. En 1926, Kemal Atatürk, père de la Turquie moderne, s’en inspira largement au moment de rédiger la nouvelle législation de son pays,,.
Eugen Huber était aussi membre de la commission préparatoire pour la Collection des sources du droit suisse, établie en 1894 par la Société suisse des Juristes.

### Source
- L’Esprit pionnier bernois, Musée historique de Berne, 2007.